# A Little Light Music
A Little Light Music är ett livealbum med Jethro Tull, utgivet 1992 av skivbolaget Chrysalis Records. Alla låtar spelades in under en semi-akustisk europeisk turné i maj 1992. Den grekiska sångaren George Dalaras deltar och sjunger en duett med Ian Anderson i låten "John Barleycorn".

## Låtlista
1. "Someday the Sun Won't Shine for You" (Aten 13 & 14 maj 1992) – 3:59
2. "Living in the Past" (instrumental) (London 2 maj 1992) – 5:07
3. "Life Is a Long Song" (Frankfurt 12 maj 1992) – 3:37
4. "Under Wraps" (instrumental) (Zürich 6 & 7 maj 1992) – 2:30
5. "Rocks on the Road" (Caesarea 23 maj 1992) – 7:04
6. "Nursie" (Mannheim 5 maj 1992) – 2:27
7. "Too Old to Rock 'n' Roll: Too Young to Die!" (Ankara 16 maj 1992) – 4:43
8. "One White Duck" (Prag 10 maj 1992) – 3:15
9. "A New Day Yesterday" (Graz 9 maj 1992) – 7:33
10. "John Barleycorn" (Aten 13 & 14 maj 1992) – 6:34
11. "Look into the Sun" (instrumental) (Caesarea 23 maj 1992) – 3:45
12. "A Christmas Song" (Caesarea 23 maj 1992) – 3:46
13. "From a Dead Beat to an Old Greaser" (München 7 maj 1992) – 3:51
14. "This Is Not Love" (Caesarea 23 maj 1992) – 3:53
15. "Bourée" (instrumental) (Berlin 11 maj 1992) – 6:06
16. "Pussy Willow" (instrumental) (Dortmund 4 maj 1992) – 3:31
17. "Locomotive Breath" (Jerusalem 21 maj 1992) – 5:51

- Alla låtar skrivna av Ian Anderson.

## Medverkande
Jethro Tull
- Ian Anderson – flöjt, mandolin, munspel, akustisk gitarr, percussion, sång
- Martin Barre – elektrisk gitarr, akustisk gitarr
- Dave Pegg – basgitarr, mandolin
- Dave Mattacks – trummor, klockspel, percussion, keyboard

Bidragande musiker
- George Dalaras – sång (spår 10)

Produktion
- Ian Anderson – musikproducen
- Leo Phillips – ljudtekniker
- Bogdan Zarkowski – omslagsdesign
- Martyn Goddard – foto